# UEFA Financial Fair Play szabályzat
Az UEFA Financial Fair Play (FFP) szabályzata egy olyan rendszer, melyet azért hoztak létre, hogy megakadályozzák a professzionális futballklubokat abban, hogy többet költsenek, mint amennyit keresnek, ezzel megelőzve a pénzügyi problémákat, amelyek veszélyeztethetik hosszú távú túlélésüket. A szabályrendszer célja az, hogy biztosítsa a fenntartható gazdálkodást és a klubok pénzügyi stabilitását. A FFP bevezetésének egyik motivációja az volt, hogy megakadályozza, hogy külső forrásokból származó pénzügyi befektetések ("dopping") vezessenek a kisebb klubokba, amelyek potenciálisan torzíthatják a versenyképességet a labdarúgásban. A szabályokat 2009 szeptemberében fogadta el az Európai Labdarúgó Szövetségek Uniója (UEFA) pénzügyi ellenőrző testülete. A rendszer különböző korlátozásokat és szankciókat vezet be, amelyeket a kluboknak be kell tartaniuk annak érdekében, hogy részt vehessenek az európai kupasorozatokban, például a Bajnokok Ligájában és az Európa-ligában.
A rendelet szankciókat rendel el azokkal a klubokkal szemben, amelyek az előre meghatározott költségvetési kereteket több szezonon keresztül túllépik. A szabályzat végrehajtása a 2011–2012-es futballszezon kezdetén történt. A legsúlyosabb büntetés az európai versenyek kizárása. További szankciók közé tartozik pénzbírság, pénzdíjak visszatartása és játékos átigazolási tilalom.

„Ötven százaléknyi klub veszteséges, és ez egyre növekvő tendencia. Meg kellett állítanunk ezt a lefelé ívelő spirált. A múltban többet költöttek, mint amennyit keresnek, és nem fizették ki adósságaikat. Nem akarjuk elpusztítani vagy kárt okozni a kluboknak; sőt, segíteni szeretnénk nekik a piacon. Azok a csapatok, amelyek részt vesznek a mi versenyeinken, egyetértettek az elveinkkel... a saját lehetőségeink szerinti élet az elszámolás alapja, de ez évek óta nem volt a labdarúgás alapja. Az tulajdonosok szabályokat kérnek, mert nem tudják maguk érvényesíteni - sokan közülük elege van abból, hogy pénzt lapátolnak a klubokba, és minél több pénzt fektet be a klubokba, annál nehezebb eladni nyereséggel.”

Platini kifejtette, hogy a futballklub-tulajdonosok többsége támogatta az intézkedéseket, és egy független testületet hoznak létre annak megítélésére, hogy a klubok megszegték-e a szabályokat. Bár a nagyobb pénzügyi óvatosság iránti szándék kedvező fogadtatásra talált a labdarúgásban, az FFP-t illegálisnak minősítették a belső piac korlátozása, a futballklubok adósságának csökkentése és a status quo védelme miatt. 2015-ben az UEFA bejelentette, hogy az FFP szabályozását "könnyítik". Egy újságcikk állítása szerint ez a lépés számos perre reagál.

## Háttér
A 2009-es UEFA-felülvizsgálat kimutatta, hogy az európai klubok több mint fele, azaz 655 klub veszteséget szenvedett el az előző évhez képest. Habár néhányan ezen klubok közül a tulajdonosok vagyonának köszönhetően képesek voltak kezelni a jelentős veszteségeket, legalább 20%-ról úgy vélték, hogy valós pénzügyi veszélyben vannak. Ennek okait jól összefoglalja a 2010–2012-es alsóházi jelentés a futball kormányzásáról:

### Az angol, olasz és spanyol bajnokság

#### Premier League
A Deloitte jelentése szerint a 20 Premier League-klub teljes adóssága a 2008/2009-es szezon végén 3,3 milliárd font volt.
Az FFP bevezetésekor több Premier League-klubról ismert volt, hogy jóval a bevétele felett költ. Például 2005 és 2010 között a West Ham United 90,2 millió font összesített nettó veszteséget könyvelt el, saját tőkével 13 millió fontot 2010. május 31-én egy újratőkésítést követően. Eközben az Everton, amelynek korábbi menedzsere, David Moyes, már régóta dicséretben részesült a rendkívül szűk átigazolási költségvetés ellenére, továbbra is a Premier League legjobb csapatai között tudta tartani a klubot. 29,7 millió fontos negatív saját tőkéje volt (a csoportszámlákon) 2010. május 31-én, ami 3,1 millió fontos nettó veszteséget jelentett a konszolidált beszámolóban.

#### Serie A
Az olasz Serie A-ban a legtöbb klub nettó veszteséget is jelentett az előző szezonhoz képest: a Milan 69,751 millió euró nettó veszteséget jelentett 2010. december 31-én; a Genova 16 964 706 euró nettó veszteséget 2010. december 31-én; a Fiorentina 9 604 353 euró nettó veszteséget 2010. december 31-én; a Bologna 4 166 419 euró nettó veszteséget 2011. június 30-án; és a Chievo 527 661 euró nettó veszteséget 2011. június 30-án többek között. Csak néhány olasz klub ért el nettó nyereséget, köztük az Udinese, a Catania, a Napoli (4 197 829 euró 2011. június 30-án) és a Lazio (2011. június 30-án a csoportszámlán 9 982 408 euró).

#### La Liga
Annak ellenére, hogy a legutóbbi jelentés 8%-os növekedést mutatott a La Liga bevételeiben, ami a legmagasabb az európai bajnokságok közül, a többletpénz túlnyomó többsége a két domináns klubhoz, a Real Madridhoz és a Barcelonához került, elsősorban azért, mert képesek voltak külön TV-ügyleteket kötni. 2009 nyarán a Real Madrid világcsúcsot, 80 millió fontot fizetett Cristiano Ronaldo. Mivel a Forbes  szerint a világ leggazdagabb klubja, a két másik játékosra, Kakára és Karim Benzemára fordított súlyos kiadások, valamint a hozzájuk kapcsolódó magas fizetések megháromszorozták a Real nettó pénzügyi adósságát 130 millió euróról 326,7 millió euróra 2008. június 30-án, majd 2009. június 30-án 326,7 millió euróról 244,6 millió euróra csökkent, mivel a 2009–2010-es keretbe bekerült játékosok szerződése a 2008–2009-es pénzügyi évbe tartozott. Madrid 2009 augusztusában egy további nagy név, Xabi Alonso szerződtetése a Liverpooltól, így a nettó pénzügyi adósság csak 326,7 millió euróról csökkent 244,6 millió euróra 2010. június 30-án, ami még mindig magasabb, mint az előző nyolc szezonban. A nettó eszköz/saját tőke ugyanakkor 195,9 millió euróról nőtt 219,7 millió euróra.

### A francia és a német bajnokság
A másik két nagy európai bajnokság, a francia Ligue 1 és a német Bundesliga klubjaira évek óta az FFP szabályaitól eltérő szabályozás vonatkozott.

#### Ligue 1
Franciaországban a Direction Nationale du Contrôle de Gestion (DNCG) felelős az összes professzionális klub számláinak adminisztrálásáért, felügyeletéért és felügyeletéért, hogy biztosítsa a tulajdonosok pénzügyi körültekintését. A szabályok be nem tartása esetén a szankciók közé tartozik az átigazolási embargó, a játékoskeretek csökkentése, a lefokozás vagy akár a bajnokságból való kizárás. Az alacsonyabb jövedelmek ellenére a francia klubok nem viselik az angol, az olasz és a spanyol bajnokság óriási adósságát. Számos francia klub több éven keresztül kis nyereséget termelt, és a fiatal játékosok fejlesztésére koncentrált a modern akadémiákon, akik aztán eladva nyereséget termelnek. Például a 2009-ig tartó négy évben az egyik vezető klub, a Lille játékoskereskedése meghaladta a 164 eurót. milliós nyereség.

#### Bundesliga
A Bundesliga szabályai minden szezon végén kimondják, hogy a kluboknak a Német Labdarúgó-szövetségtől (DFB) kell engedélyt kérniük a következő évben történő ismételt részvételhez; Csak akkor ad jóváhagyást a DFB, amely hozzáfér minden átutalási dokumentumhoz és számlához, és meggyőződött arról, hogy nem áll fenn a fizetésképtelenség veszélye. A DFB bírság- és pontlevonási rendszert alkalmaz a szabályokat megszegő klubok számára, és a mínuszba kerülők csak akkor vehetnek játékost, ha legalább ugyanannyiért eladtak egy játékost. Ezen túlmenően egyetlen személy sem birtokolhatja a Bundesliga-klubok 49%-ánál többet.
A német bajnokság erős gazdasági kormányzása ellenére még mindig voltak olyan esetek, amikor a klubok nehézségekbe ütköztek. 2004-ben a Borussia Dortmund 118,8 millió eurós (£83 millió) adósságról számolt be.  Miután 1997-ben megnyerte az UEFA Bajnokok Ligáját, és számos Bundesliga-címet nyert, a Dortmund szerencsejátékkal küzdött, hogy megőrizze sikerét egy nagyrészt külföldi játékosokból álló drága csoporttal, de kudarcot vallott, és 2006-ban kis híján megúszta a felszámolást. A következő években a klub kiterjedt szerkezetátalakításon ment keresztül, hogy visszatérjen a pénzügyi egészséghez, nagyrészt fiatal, saját nevelésű játékosokkal. 2004-ben a Hertha BSC 24,7 GBP adósságot jelentett milliós, és csak azután folytathatták a Bundesligában, hogy bebizonyították, hogy hosszú lejáratú hitelük van a bankjuknál. A Bayern München mindössze 2,5 millió eurós nettó nyereséget ért el a 2008–2009-es szezonban (csoportszámlák), míg a Schalke 04 nettó 30,4 millió eurós veszteséget szenvedett el a 2009-es pénzügyi évben. A Borussia Dortmund GmbH & Co. KGaA mindössze 2,9 millió eurós nettó veszteséget termelt 2008–2009-ben.

### Más ligák
További európai bajnokságok közé tartozik a portugál Primeira Liga, a holland Eredivisie és a skót Premier League. Főleg kisebb népességük és gazdaságuk miatt ezek, valamint más ligák, mint például a belga és a skandináv ligák, kevesebb bevételt termelnek, mint a nagyobb nemzetek ligái. Jelenleg nincs olyan klub a Deloitte Top 20 listáján, amely a nagy öt ligán kívül szerepel, bár ezek a ligák otthont adnak számos rendkívül jól működő és sikeres klubnak.
Annak ellenére, hogy a portugál Porto klub bevételének csak a hatodát éri el például a Real Madridhoz képest, rendszeresen bejutnak a Bajnokok Ligájában a legjobb 16 közé, és kétszer Európa-bajnokok voltak – 1986–87-ben és 2003–2004-ben. A Porto kihasználja a harmadik felek ügyleteit és rendkívül hatékony felderítő hálózatot működtet, különösen Dél-Amerikában, hogy ígéretes fiatal játékosokat vásároljon, akik a közeljövőben fejlődhetnek és az első csapatban játszhatnak, mielőtt végül nagy haszonnal eladják őket. 2004 óta a Porto 190 millió euróval fedezi jelentős működési veszteségeit a játékoseladásokból származó nettó nyereséggel.
A holland labdarúgás három fő klubja, az Ajax, a PSV és a Feyenoord, mindegyike legalább egyszer Európa-bajnok volt. Azonban az elmúlt években más klubok, mint például az FC Twente megjelenése, megkérdőjelezte dominanciájukat, így már nem számíthatnak automatikusan a Bajnokok Ligája részvételre és a vele járó jelentős bevételre. A globális recesszió, hasonlóan más országokhoz, jelentős mértékben csökkentette a szponzorációkat és a televíziós bevételeket, aminek eredményeként az Eredivisie 64 millió eurós nyereséget ért el 2007–2008-ban, majd 90 millió eurós veszteséget 2009–2010 között. A PSV 17,5 millió eurós veszteséget könyvelt el, mivel az éves bevételük 40%-kal csökkent 85 millióról 50 millióra. A legnagyobb rivális, az Ajax, a holland klubok közül az egyetlen, amely tőzsdén jegyzett. Ők is 22,8 millió euró veszteséget könyveltek el. Miután 11 egymást követő évig részt vettek a Bajnokok Ligája kvalifikációiban, és 2005-ben az elődöntőig jutottak, a PSV rendszeres nyeresége veszteségbe fordult, és kénytelenek voltak értékesíteni kulcsfontosságú játékosokat, például Heurelho Gomest (Tottenham Hotspur), Mark van Bommelt (Barcelona), Park Ji-sungot (Manchester United), Johann Vogel (Milan), Alex  (Chelsea) és Jan Vennegoor of Hesselink (Celtic). A klubok csak a jóval alacsonyabb bevétellel rendelkező UEFA Európa Ligára számíthatnak, kevesebb mint 4 millió euróval 2010-ben. A PSV kénytelen volt 10 millió eurós kölcsönt felvenni a Phillips elektronikai vállalattól, majd 2012 áprilisában eladni a területi és képzőkomplexumot a helyi önkormányzatnak 49 millió euróért, visszabérelve azt 2,3 millió euró éves díjért. Egy vezető tanácstag szerint ez a lépés a "nagy pénz idiotizmusa" és a milliomosok, valamint a futballügynökök közötti játék miatt vált szükségessé.
Felismerve klubjai társadalmi és kulturális jelentőségét, a holland hatóságok 2006 és 2011 között több mint 300 millió eurót fektettek be a labdarúgásba. Ezek a befektetések főként közvetett támogatások és kölcsönök formájában érték el különböző klubokat, mint például az FC Utrecht, az FC Groningen, az FC Twente, a Vitesse és az ADO Den Haag. Fontos megjegyezni, hogy az ilyen típusú támogatások ütköztek az uniós szabályokkal.

## A pénzügyi fair play-jel kapcsolatos kérdések

### Tőkeáttételes kivásárlás
Aggodalomra ad okot az is, hogy egyes klubokat súlyos adósság terhel, mivel az új tulajdonosok jelentős kölcsönt vettek fel a klub megszerzéséhez, majd a jövőbeni bevételeiket a kamatok kifizetésére fordítják. Ezt a gyakorlatot tőkeáttételes kivásárlásnak (LBO) nevezik.
Egy példa erre a világ egyik leggazdagabb klubja, a Manchester United, amelyet így vásárolt meg 2005-ben a Glazer család. Ennek eredményeként a korábban nagyon nyereséges klubnak több száz millió font adóssága maradt fenn. 2005 óta több mint 300 millió fontot vontak ki a Manchester Unitedből, amit egyébként játékosokra, létesítmények fejlesztésére vagy vészhelyzetekre költöttek volna, és ezt kamatokra, banki díjakra és származékos veszteségekre fordították. (Míg a Manchester United FC Limited gyakorlatilag adósságmentes volt, a végső holdingtársaság, a "Red Football Shareholder Limited" konszolidált mérlegében 2010. június 30-án 64,866 millió font negatív saját tőkét mutatott.)

## Késés az FFP-szabályok végrehajtásában
Az Európa-szerte széles körű jóváhagyás ellenére 2010 elején az Európai Klubszövetségnek sikerült elhalasztania az FFP-szabályzat teljes körű bevezetését, hogy a kluboknak több idejük legyen alkalmazkodni. Az eredeti határidőt meghosszabbították, és a bevezetés öt éven keresztül fokozatosan történt, ami azt jelenti, hogy a teljes szabályokat 2012 helyett 2015-ben kell alkalmazni. A klubok elutasították az UEFA azon javaslatát is, hogy az új szabály csak az 50 millió eurónál nagyobb árbevételű klubokra vonatkozzon, egyetértve azzal, hogy minden klubot egyformán kell kezelni. Szintén napirenden szerepelt egy javaslat, hogy nemzeti és európai szinten korlátozzák a keretek számát 25 játékosra, korlátlan számú 21 év alatti játékossal csapatonként, valamint az ügynököknek fizetett díjak csökkentését. A klubok abban is megegyeztek, hogy nem tartozhatnak egymásnak, és nem versenyezhetnek Európában, ha nem fizetik ki a játékosokat vagy a nem játszó személyzetet.
== Az FFP kritikája == 

### Egy nagy klub status quo megteremtése
Az FFP egyik fő kritikája az, hogy megerősítheti a nagy klubokat, amelyek a legnagyobb bevételt és profitot termelik, és ennek következtében több pénzt költhetnek átigazolásokra.
A kvalifikáció és a Bajnokok Ligájában való részvétel jövedelmező vállalkozásnak számít, és akár 60 millió fontot is hozhat a kluboknak egy szezonban pénzdíjak és televíziós jogok révén, ha a klub bejut a döntőbe. Egy klubnak mindössze 13 mérkőzést kell lejátszania a csoportkörből a döntőbe jutáshoz. Összehasonlításképpen, a Premier League utolsó helyezettje jelenleg 175 millió fontot kap, de ehhez 38 mérkőzést kell megnyernie.

### Eltérő adókulcsok
Ezen túlmenően továbbra is fennáll az a kérdés, hogy az európai ligákat eltérő adókulcsok és társadalombiztosítási költségek terhelik, ami azt jelenti, hogy egyes kluboknak sokkal magasabb bruttó béreket kell fizetniük egy játékosnak ahhoz, hogy ugyanolyan nettó fizetést kapjon, mint ha egy másik ország klubjához tartozott. Ezenkívül az UEFA iránymutatása kimondja, hogy minden egyes klub számláit az adott országukban érvényes nemzeti számviteli feltételek szerint kell auditálni, amelyek változhatnak.

### Harmadik fél tulajdonjoga
Az angol kluboknak okot ad aggodalomra a harmadik felek tulajdonjogának gyakorlata. Ebben a modellben a cégek vagy tehetős magánszemélyek egy fiatal játékos százalékát vásárolják meg azzal a reménnyel, hogy ha az értéke a jövőben nő, akkor százalékos arányuk alapján profitot termelnek. A klubok előnye, hogy jelentős megtakarítást érhetnek el abból, hogy nem kell kifizetniük a játékos teljes átigazolási értékét, és egyéb anyagi előnyre tehetnek szert, például a játékos imázsjogainak eladásából. Carlos Tevez és Javier Mascherano 2006-os West Ham Unitednek történő eladása okozott problémákat, ezért a Premiershipben betiltották a harmadik fél tulajdonjogát. Bár Dél-Amerikában és Európában széles körben alkalmazzák, az FFP szerint még mindig megengedett. Az FFP bevezetését követően a Premiership sikertelenül próbálta meggyőzni az UEFA-t, hogy vizsgálja felül a helyzetet, és elkerülje az angol klubok hátrányos helyzetét. 2011 októberében Jean-Louis Dupont sportjogász a BBC-nek kijelentette, hogy a Premier League harmadik felekre vonatkozó tulajdonjogi szabályai nem jogosak, és azok eltörlésére irányuló jogi kifogásnak „nagyon-nagyon jó esélye van a sikerre”.

### Jótékonysági és szolidaritási kifizetések
Az angol klubok másik nagy problémája a labdarúgó "piramis" alsóbb bajnokságainak és más jótékonysági szervezeteknek nyújtott jelentős kifizetések a közös Sky TV-megállapodásból. 2009–2010-ben a Premier League-klubok összesen 167,2 millió fontot fizettek különböző okokra, köztük 62,2 millió fontot a nemrégiben kieső kluboknak „ejtőernyős kifizetésekben”; 56,4 millió fontot a Football League-ben a "szolidaritási kifizetések" formájában; 17,3 millió fontot a Profi Labdarúgók Szövetségének (PFA); 7,8 millió fontot belföldön és 3 millió fontot nemzetközi szinten a Creating Chances Trust-nek (a gondozásból távozó gyermekek jótékonysági szervezete); 12 millió fontot más jótékonysági szervezeteknek, például a Football Foundation-nek, amely az alulról szerveződő sportokat finanszírozza; 2,9 millió fontot a Professional Games Match Officials (játékvezetők és játékvezető-asszisztensek) részére; 2 millió fontot a Conference National részére; és 500 000 fontot a Liga Menedzserszövetségnek.

## Fordítás
Ez a szócikk részben vagy egészben  az   UEFA Financial Fair Play Regulations című angol Wikipédia-szócikk ezen változatának fordításán alapul.  Az eredeti cikk szerkesztőit annak laptörténete sorolja fel. Ez a jelzés csupán a megfogalmazás eredetét és a szerzői jogokat jelzi, nem szolgál a cikkben szereplő információk forrásmegjelöléseként.